# Raymond Miroir
Raymond Arthur Miroir (Folkestone, 2 oktober 1915 - Oostende, 28 juni 1988) was een Belgisch senator.

## Levensloop
Gepromoveerd tot doctor in de geneeskunde aan de VUB, vestigde Miroir zich als arts in Oostende. Getrouwd met Germaine Van Maele had hij een zoon en een dochter.
In 1962 werd hij voor de BSP verkozen tot gemeenteraadslid van Oostende en in 1963 werd hij schepen, bevoegd voor financies en cultuur. Hij vervulde dit mandaat tot in 1977.
Miroir werd in 1965 verkozen in de Senaat als rechtstreeks gekozen senator voor het arrondissement Oostende en vervulde dit mandaat tot in 1974. In de periode december 1971-maart 1974 had hij als gevolg van het toen bestaande dubbelmandaat ook zitting in de Cultuurraad voor de Nederlandse Cultuurgemeenschap, die op 7 december 1971 werd geïnstalleerd en de verre voorloper is van het Vlaams Parlement.
Vanaf 1982 was zijn zoon, advocaat Yves Miroir, eveneens gemeenteraadslid en schepen van Oostende.